# Campyliadelphus glaucocarpoides
Campyliadelphus glaucocarpoides là một loài Rêu trong họ Amblystegiaceae. Loài này được (E.S. Salmon) Hedenas mô tả khoa học đầu tiên năm 1997.